# Inondations de la Sainte-Madeleine

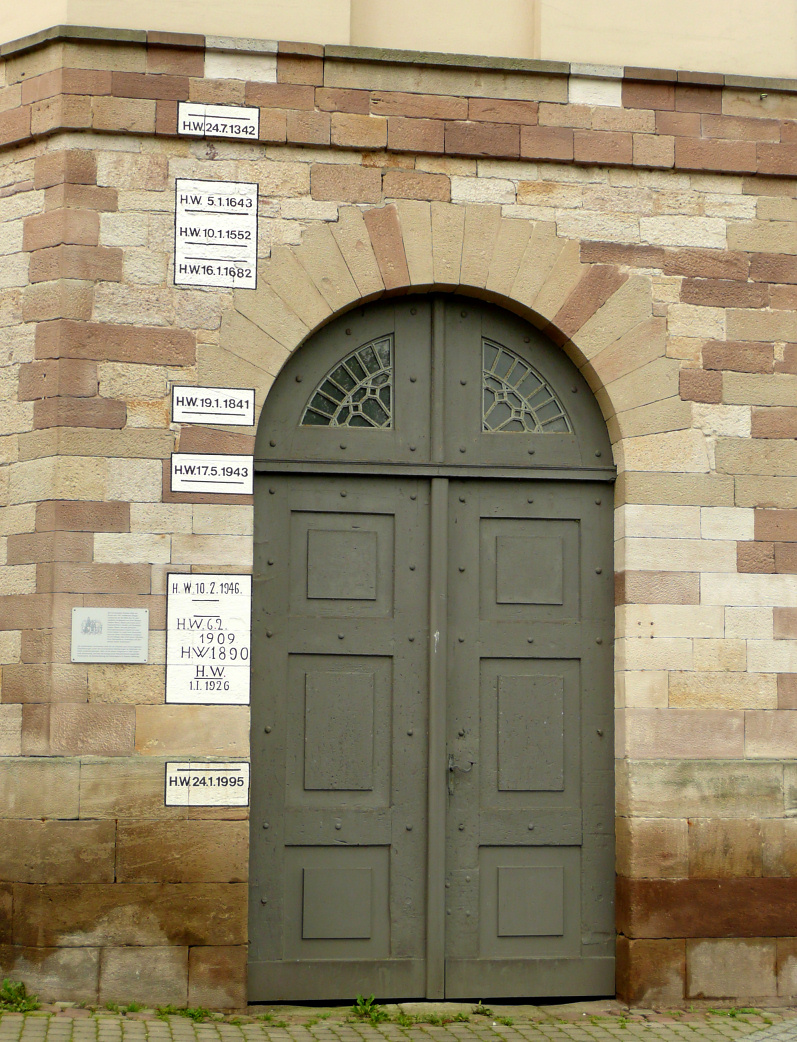
Le plus haut repère de crue à la Packhof de Hann. Münden indique le niveau atteint par l'inondation de la Sainte-Marie-Madeleine.

Les inondations de la Sainte-Madeleine (en allemand : Magdalenenhochwasser) sont la plus grande inondation enregistrée en Europe centrale avec des niveaux d'eau supérieurs à ceux des inondations européennes de 2002. Elle a eu lieu le 22 juillet 1342, jour de la fête de Sainte-Marie-Madeleine, et les semaines suivantes. On peut la qualifier de crue millénale du Rhin.

## Causes
Le passage d'une forte dépression ligure[réf. nécessaire], après une période chaude et sèche, a provoqué des chutes de pluie prolongées durant plusieurs jours consécutifs, totalisant plus de la moitié des précipitations annuelles moyennes. Étant donné que le sol sec était incapable d'absorber ces quantités d'eau, le ruissellement s'est fait en surface, causant les inondations les plus fortes de l'histoire de l'Europe centrale.

## Étendue et description
Les fleuves Rhin, Moselle, Main, Danube, Weser, Werra, Unstrut, Elbe, Vltava et leurs affluents ont inondé de vastes zones. Beaucoup de villes telles que Cologne, Mayence, Francfort, Wurtzbourg, Ratisbonne, Passau et Vienne ont été sérieusement endommagées. Même la rivière Eider au nord de Hambourg a inondé les terres environnantes. 
Le Main et ses affluents furent particulièrement touchés. À Wertheim, au confluent du Main et de la Tauber, le niveau de l'inondation atteint 8,5 mètres.
Les inondations de la Sainte-Madeleine durèrent environ 4 semaines.

## Conséquences
À Wurtzbourg, le célèbre « pont de pierre » a été détruit et à Cologne les chroniqueurs rapportent qu'une barque pouvait passer par-dessus les fortifications de la ville. Le nombre total de victimes est inconnu, même si le chiffre de 6 000 personnes a été avancé. Les résultats de l'érosion peuvent encore être observés aujourd'hui. Le volume de terre arable emportée pendant ces quelques jours est évalué à plus de 13 milliards de tonnes, un volume équivalent à 2 000 ans d'érosion dans des conditions climatiques normales.
La perte de cette quantité de terre arable a déterminé une chute importante de la production agricole. En outre, les étés suivants ont été humides et froids, de sorte que la population a souffert de famine généralisée. Il est possible que la diffusion de la peste noire entre 1348 et 1350 – qui a tué au moins un tiers de la population en Europe centrale – ait été facilitée par l'état de faiblesse de la population à la suite de ces événements climatiques.